# 솔뢰드시

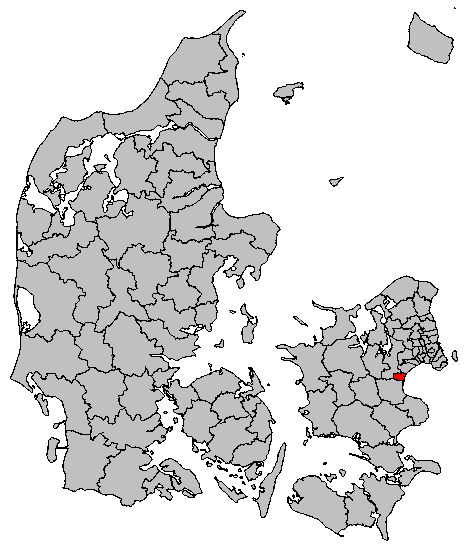
솔뢰드시의 위치

솔뢰드시(덴마크어: Solrød Kommune)는 덴마크 셸란 지역에 위치한 지방 자치체로 행정 중심지는 솔뢰드스트란이며 면적은 40.0km2, 인구는 21,122명(2012년 1월 1일 기준), 인구 밀도는 530명/km2이다. 셸란섬 동부 연안에 위치한다.